# Stylianos Venetidīs
Stylianos Venetidīs, detto anche Stelios (in greco: Στυλιανός "Στέλιος" Βενετίδης; Larissa, 19 novembre 1976), è un ex calciatore greco, di ruolo difensore, campione d'Europa con la Grecia nel 2004.

## Carriera

### Club
Inizia a giocare nell'Orestis Orestiadas dove rimane per poco più di una stagione, totalizzando 25 e segnando 3 reti.
Nell'estate 1994 passa allo Skoda Xanthi. Qui rimane per quattro stagioni e totalizza 118 presenze segnando un gol.
Nel 1999 passa al PAOK dove nella stagione 2000-2001 vince la Coppa di Grecia ai danni dell'Olympiakos per 4-2.
Venetidis nell'estate 2001 passa all'Olympiakos per 5 stagioni. Qui vince 4 titoli di Grecia e 2 Coppe di Grecia.
Nel 2006 passa al Larissa, dove vince la Coppa di Grecia contro il Panathīnaïkos.

### Nazionale
Styliano Venetidis debutta nella nazionale greca nel 1999 e contribuisce alla qualificazione della Grecia agli Europei 2004. Nella fase finale della manifestazione gioca 3 partite tra cui la finale vinta contro il Portogallo, dove subentra a Stelios Giannakopoulos nel corso del secondo tempo. In totale ha disputato 42 partite con la nazionale greca.

## Palmarès

### Club
- Coppa di Grecia: 4

PAOK Salonicco: 2000-2001
Olympiakos: 2004-2005, 2005-2006
Larissa: 2006-2007
- Campionato greco: 4

Olympiakos: 2001-2002, 2002-2003, 2004-2005, 2005-2006

### Nazionale
- Campionato d'Europa: 1

Portogallo 2004